# Vladimir Secară
Vladimir Secară (n. 17 mai 1950, comuna Vișeu de Jos, județul Maramureș) este un general român, fost inspector general al Inspectoratului General pentru Situații de Urgență

## Biografie
Vladimir Secară s-a născut la data de 17 mai 1950, în comuna Vișeu de Jos (județul Maramureș). A absolvit cursurile Școlii Militare de Ofițeri Activi „Nicolae Bălcescu” din Sibiu, Arma Pompieri (1972), îndeplinind apoi timp de patru ani funcția de comandant de pluton elevi în cadrul aceleiași școli. A urmat apoi studii la Facultatea de Arme Întrunite, Tancuri și Auto, specialitatea arme întrunite, din cadrul Academiei de Înalte Studii Militare din București (1976-1978). 
După absolvirea Academiei Militare, a lucrat ca ofițer specialist și apoi a fost șeful Secției Pregătire de Luptă din Comandamentul Trupelor de Pompieri(1978-1999). Devine apoi locțiitor al șefului de Stat Major al Inspectoratului General al Corpului Pompierilor Militari (1999-2001) și comandant al Corpului Pompierilor Militari (2001-2011). De asemenea, a fost și președintele Comitetului Național Român al C.T.I.F. (Comitetul Tehnic Internațional pentru Prevenirea și Stingerea Incendiilor)
În această perioadă, a urmat cursurile Colegiului Național de Apărare (1992), un curs de pregătire pentru urgențe civile, organizat de Agenția Federală pentru Managementul Urgențelor a S.U.A. (Germania) și un curs pentru intervenție la accidente maritime (Suedia). Secară este autor a numeroase cărți, articole și studii de specialitate. 
În anul 2004, generalul-maior (cu 2 stele) Vladimir Secară îndeplinește funcția de inspector general al Inspectoratului General pentru Situații de Urgență, parte componentă a Sistemului Național de Management pentru Situații de Urgență, aflat în subordinea Ministerului Administrației și Internelor. Inspectoratul General pentru Situații de Urgență asigură coordonarea unitară și permanentă a activităților de prevenire și gestionare a situațiilor de urgență.
Este căsătorit și are un copil.

## Manifestări
În calitate de comandant al Corpului Pompierilor Militari din România și președinte al Comitetului National Roman al CTIF a participat la manifestările CTIF ce au avut loc la Budapesta în perioada 09-21 septembrie 2003 unde s-a stabilit faptul că România în anul în perioada 8 - 11 septembrie 2004 să găzduiască la Poiana Brașov, lucrările Comitetului Tehnic International pentru Prevenirea si Stingerea Incendiilor (C.T.I.F.).
Lucrările Comitetului Tehnic International pentru Prevenirea si Stingerea Incendiilor (C.T.I.F.) din 2004 au cuprins printre manifestările sale:
- lucrările Comitetului Executiv;
- al XXIV-lea Simpozion International al CT.I.F., cu tema Protecția pompierilor in secolul 21.La congres au participat cca. 150 de delegați reprezentând servicii de pompieri si intervenție in situații de urgenta din peste 30 de tari din Europa si America de Nord, confirmând prestigiul internațional de care se bucura Corpul Pompierilor Militari din România in rândul instituțiilor similare din Europa occidentala si din întreaga lume[6].

În calitate de comandant al Corpului de Pompierilor Militari din România a participat la depunerea jurământul ultimului contingent de militari in termen din cadrul structurilor M.A.I.; militarii in termen din cadrul Inspectoratului General pentru Situații de Urgenta la care a participat și Vasile Blaga, ministrul Administrației si Internelor.

## Lucrări publicate
- Descarcerare (Ed. M.I., 2000);
- Protecția împotriva incendiilor (Ed. Service Pompieri, 2000).

## Decorații
Colonelul Secară a fost înaintat în grad:
- general de brigadă (cu o stea) la 25 octombrie 2000 [8]
- general de divizie (cu 2 stele) la 10 martie 2004 [9].
- general-locotenent (cu 3 stele) la 30 mai 2006 [10].

A fost decorat cu Ordinul Național Pentru Merit în grad de comandor (1 decembrie 2000). 